# Igreja de Santa Maria (Estremoz)
A Igreja de Santa Maria, também referida como Igreja Matriz de Estremoz ou Igreja Paroquial de Santa Maria de Estremoz, situa-se na freguesia de Estremoz (Santa Maria e Santo André), no Município de Estremoz, Distrito de Évora, Portugal.

Edifício classificado como Imóvel de Interesse Público desde 1967, encontra-se aberto ao público para visita, de Terça-feira a Domingo, das 09:00 às 12:30 e das 14:00 às 17:30, sendo necessário solicitar a chave.

## História
Originalmente existia uma igreja no mesmo local, de estilo românico, possivelmente ligada por arcos à Torre de Menagem do Castelo. A existência dessa igreja primitiva encontra-se mencionada numa cantiga de Afonso X, o Sábio (1252-1284).
As obras da actual igreja iniciaram-se em 1560, por ordem do Cardeal D. Henrique, só tendo sido concluídas no século XVII. Francisco Xavier do Rego, em 1730, descreve a igreja como um priorado da Ordem de Avis.

## Descrição

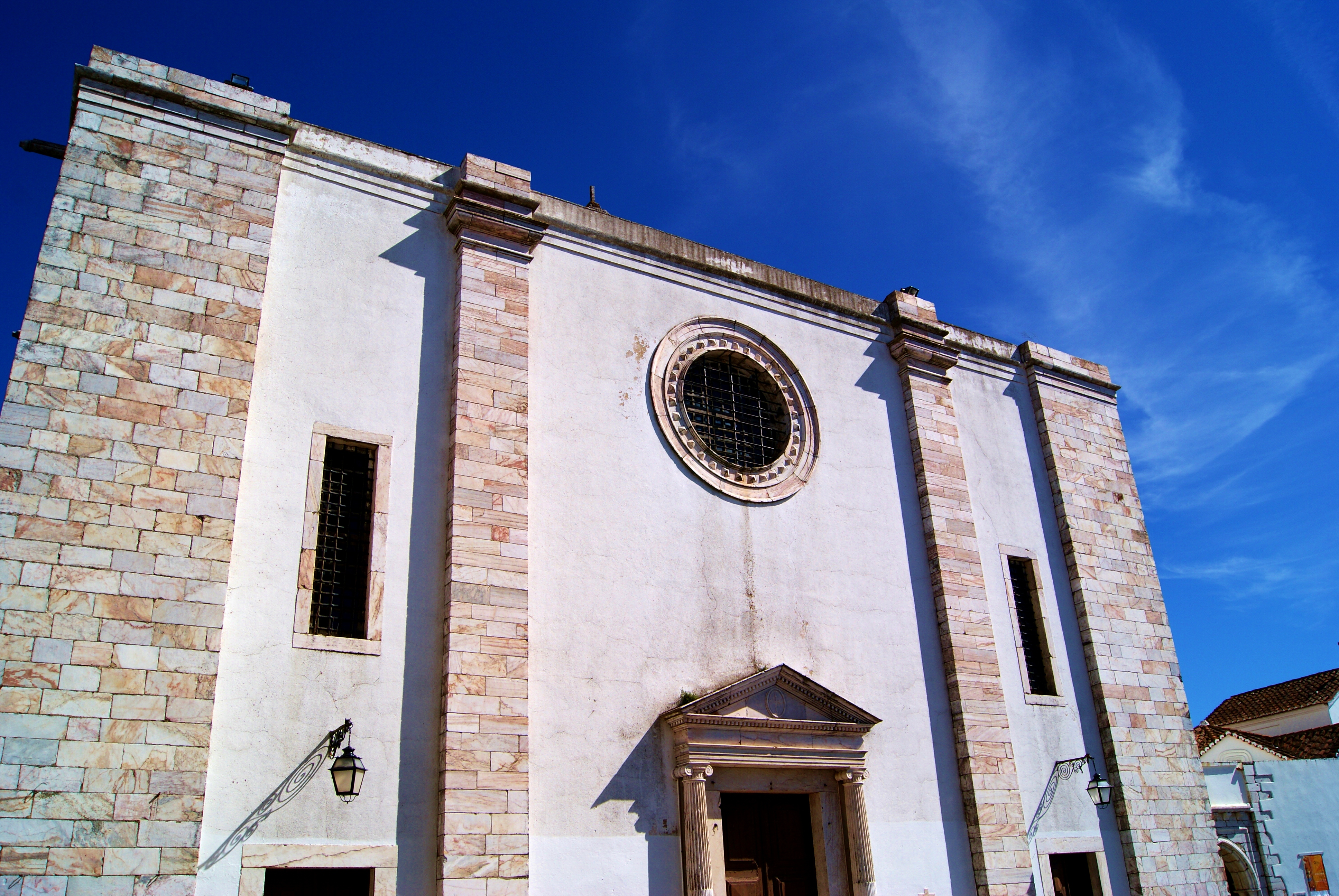
Fachada ocidental

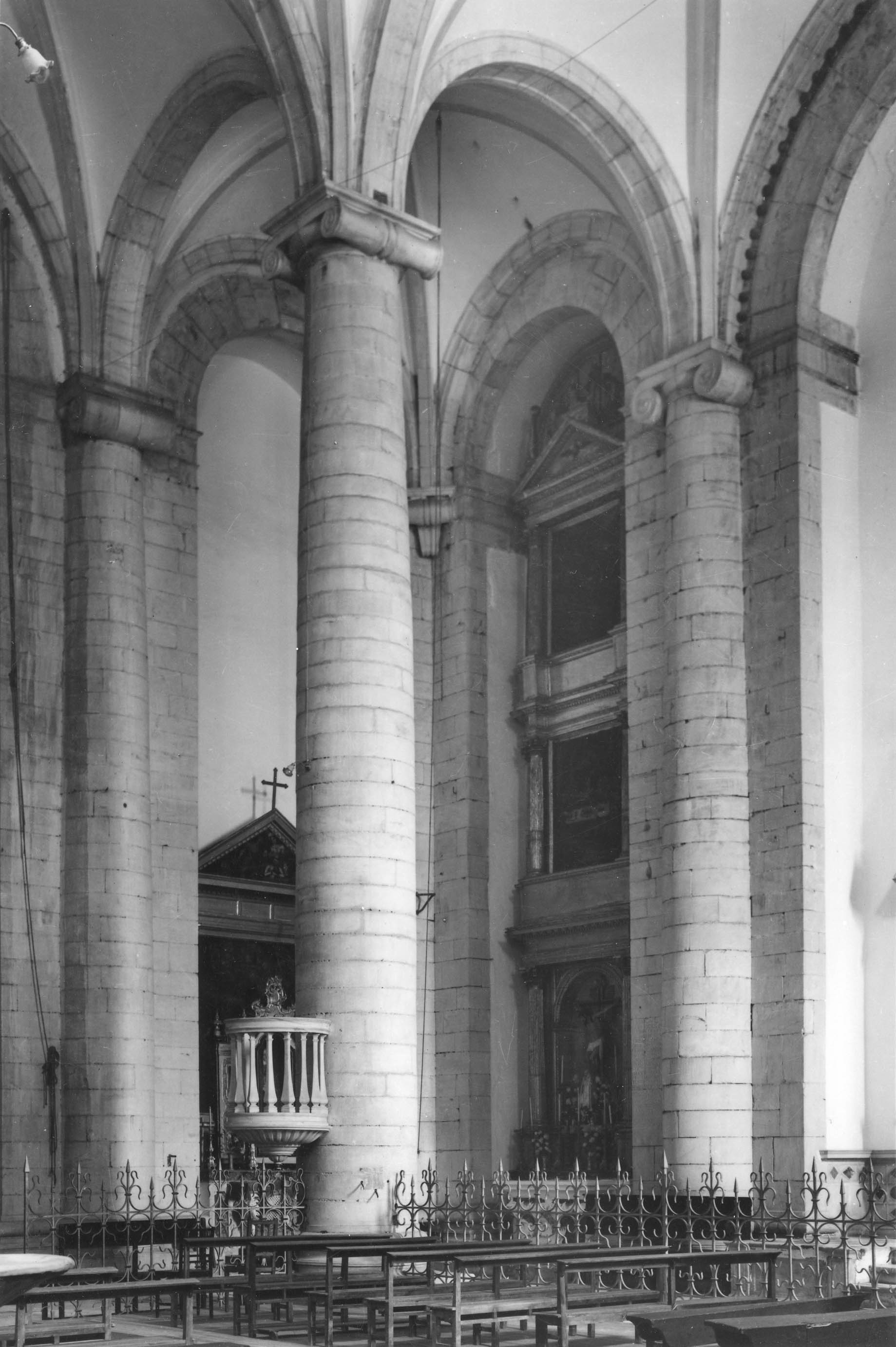
Fica uma igreja-salão

Possivelmente, terá sido projectada pelo arquitecto Miguel de Arruda, tendo muitas semelhanças com as igrejas de Santo Antão (1557), em Évora, de São Salvador de Veiros (1559), no concelho de Estremoz, e de Nossa Senhora da Lagoa (1563), de Monsaraz. Também existe a hipótese do seu arquitecto ter sido Afonso Álvares, arquitecto do Cardeal D. Henrique. Pero Gomes foi o Mestre de Obras.
A planta da igreja "(...) consiste num rectângulo dourado, com o comprimento igual à diagonal do quadrado sobre a largura (...)". É uma obra prima de geometria e simbologia geométrica; a largura de cada tramo é igual à terça parte da largura da igreja e o comprimento das sacristias é exactamente um quarto do comprimento dos tramos, obedecendo a uma rigorosa aplicação da relação dourada da maçonaria operativa ao desenho da estrutura.
A fachada é sóbria, com a parede caiada de branco e três portas, sendo mais alta a central, com colunas de ordem jónica, arquitrave e frontão triangular. Dentro do recinto destacam as colunas de mármore, pelo seu tamanho e diâmetro. De referir a existência de diversas capelas; a Capela Baptismal, de estilo renascentista, o altar das Almas, de 1788, o altar de Santa Catarina de Alexandria, o altar do Santíssimo, a Capela-mor, com retábulo de 1620, os altares de São João Baptista, renascentista, o altar de São Bento, que veio da igreja anterior, o antigo altar do Corpo de Deus, agora altar dedicado a Nossa Senhora de Fátima, o altar de Nossa Senhora das Brotas e o altar dedicado às Onze Mil Virgens, com uma pintura de uma caravela portuguesa.